# Nagysáros
Nagysáros (szlovákul: Veľký Šariš, németül: Groß-Scharosch) város Szlovákiában, az Eperjesi kerület Eperjesi járásában. A 18. század végéig Sáros vármegye székhelye.

## Fekvése
Eperjestől 5 km-re északnyugatra, a Tarca völgyében, annak partján fekszik.

## Története

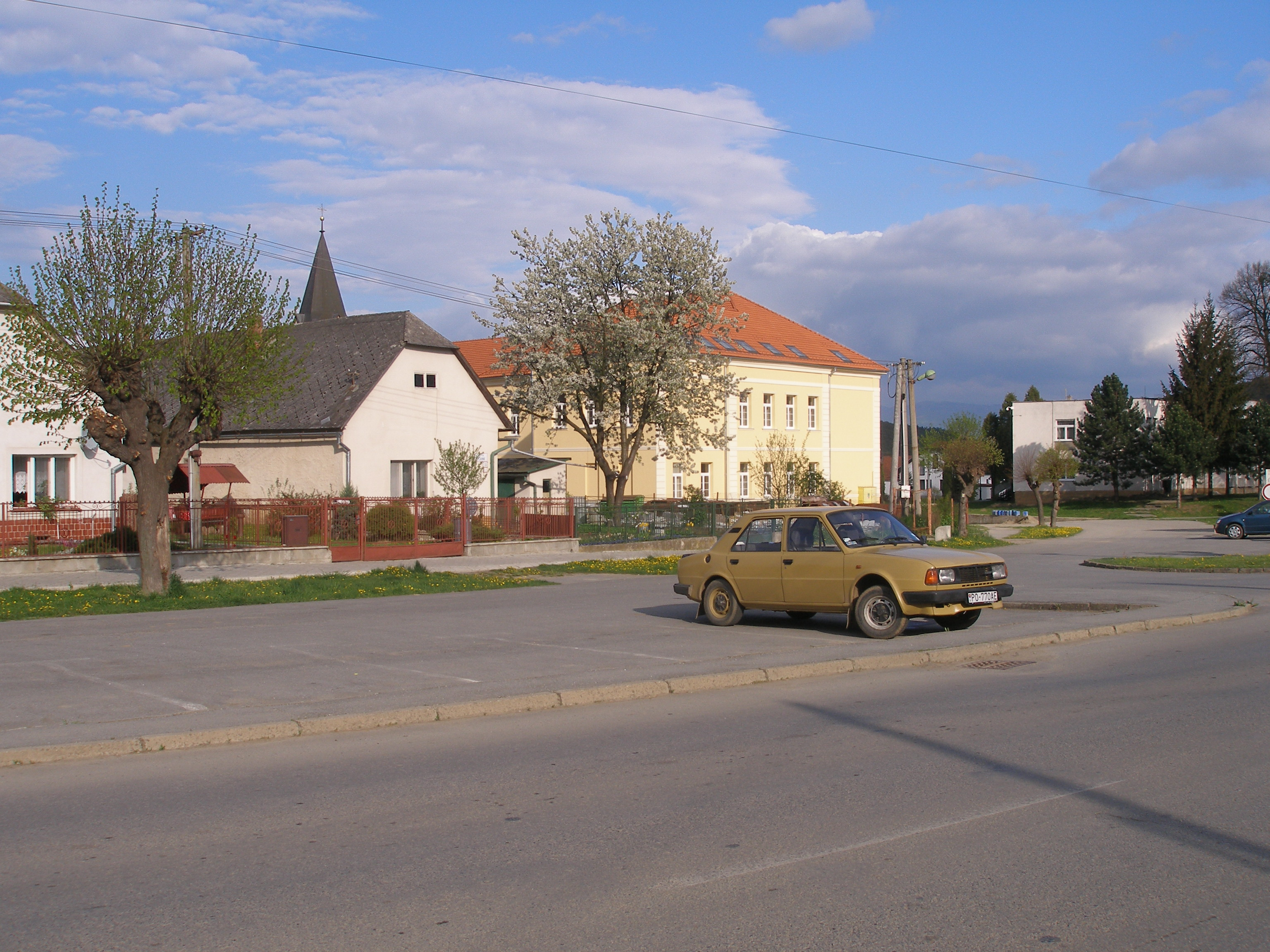
Utcarészlet

1217-ben „Sarus” néven említik először. Neve a magyar sár főnévből származik, egyúttal az egykori vármegye névadója. Sáros vára valószínűleg már 13. századi első említése előtt is állt. II. Béla egyik lányát a várkápolnában temettette el. 1312-ben Károly Róbert megostromolta, majd 1315 újéve körül Ákos Mikcs ismét elfoglalta a lázadó Tarkői Henrik ispántól. 1440-től 1461-ig Giskra serege szállta meg, míg Mátyás visszafoglalta tőlük. 1537 szeptemberében Fels, I. Ferdinánd vezére két hónapi ostrommal tudta elfoglalni. Helyreállították, de jelentősége fokozatosan megszűnt. A Rákócziak a Várhegy alatt 1613-ban emeltek várkastélyt. A várat 1687-ben Székely Márton – Thököly kapitánya – felgyújtotta, nehogy a császáriak kezébe kerüljön, azóta rom. 1701. április 18-án innen hurcolták fogságba a császáriak Rákóczi Ferencet.
A 18. század végén Vályi András így ír róla: „SÁROS. Nagy Sáros. Régi Mezőváros Sáros Várm., földes Ura Gróf Áspermont Uraság, lakosai katolikusok, fekszik kies helyen, Eperjeshez 3/4 mértföldnyire, hajdani Vára alatt. Régi állapottyáról lásd Vágnert in Analectis Sarosiensib. Több nemes Urak is laknak benne; kastéllyában fogattatott-el éjjel ágyában Rakóczy; de Lengyel Országba kiszabadúlt vala. Határja középszerű, fája, legelője elég van, vásárjai meglehetősek.”
Fényes Elek 1851-ben kiadott geográfiai szótárában így ír a faluról: „Nagy-Sáros, tót m. v. Sáros vgyében, Eperjeshez északra 1 mfdnyire, a Tarcsa mellett, 2515 r. kath., 88 evang., 202 zsidó lak. Kath. paroch. templom. Nagy emeletes kastély. Számos nemes udvar. Szántóföldjei hegyesek, s közép termékenységüek; legelője, erdeje elég; lakosai közt sok timár, varga, posztós és kertész számláltatik.”
1920 előtt Sáros vármegye Eperjesi járásához tartozott.
A második világháborúban a vár elpusztult, romjait 1947-ben lebontották.

## Népessége
| Év:            | 1994. | 2004.    | 2014.    | 2024.    |
| -------------- | ----- | -------- | -------- | -------- |
| Emberek száma: | 3516  | 4468     | 5802     | 6976     |
| Eltérés:       |       | +27,07 % | +29,85 % | +20,23 % |

| Év:            | 2023. | 2024.   |
| -------------- | ----- | ------- |
| Emberek száma: | 6909  | 6976    |
| Eltérés:       |       | +0,96 % |

1880-ban 2571 lakosából 29 magyar és 2217 szlovák anyanyelvű volt.
1890-ben 2675-en lakták, ebből 57 magyar és 2437 szlovák anyanyelvű.
1900-ban 2520 lakosából 260 magyar és 2011 szlovák anyanyelvű volt.
1910-ben 2476-an lakták: 418 magyar, 1869 szlovák, 74 német és 115 egyéb (lengyel vagy cigány) anyanyelvű. Ebből 2228 római katolikus, 100 görög katolikus, 88 izraelita, 52 evangélikus és 8 református vallású volt.
1921-ben 2540 lakosából 49 magyar és 2328 csehszlovák.
1930-ban 2863-an lakták, ebből 12 magyar és 2527 csehszlovák.
1991-ben 4058 lakosából 3873 szlovák volt.
2001-ben 4018 lakosából 3684 szlovák, 244 cigány és 2 magyar volt.
2011-ben 5292 lakosából 4348 szlovák, 476 cigány és 3 magyar.
2021-ben 6471 lakosából 6181 (+37) szlovák, 2 (+2) magyar, 69 (+570) cigány, 22 (+80) ruszin, 93 (+22) egyéb és 104 ismeretlen nemzetiségű volt.

## Neves személyek
- Itt született 1788. december 26-án Rómer István gyógyszerész, feltaláló, gyufagyáros.
- Itt született 1810-ben Valkó Endre református gimnáziumi tanár.
- Itt született 1817-ben Kaczvinszky Viktor Vince, a jászóvári premontrei rend prépost-prelátusa.
- Itt született 1845-ben Iklódy Győző hírlapíró.
- Itt született 1869-ben Dobránszky János esperesplébános, pápai kamarás, politikus, publicista.
- Dancs mester (?–1345 után) védte a várat.
- Itt nevelkedett Csáky (VIII.) István (1603-1662) tárnokmester.

## Nevezetességei

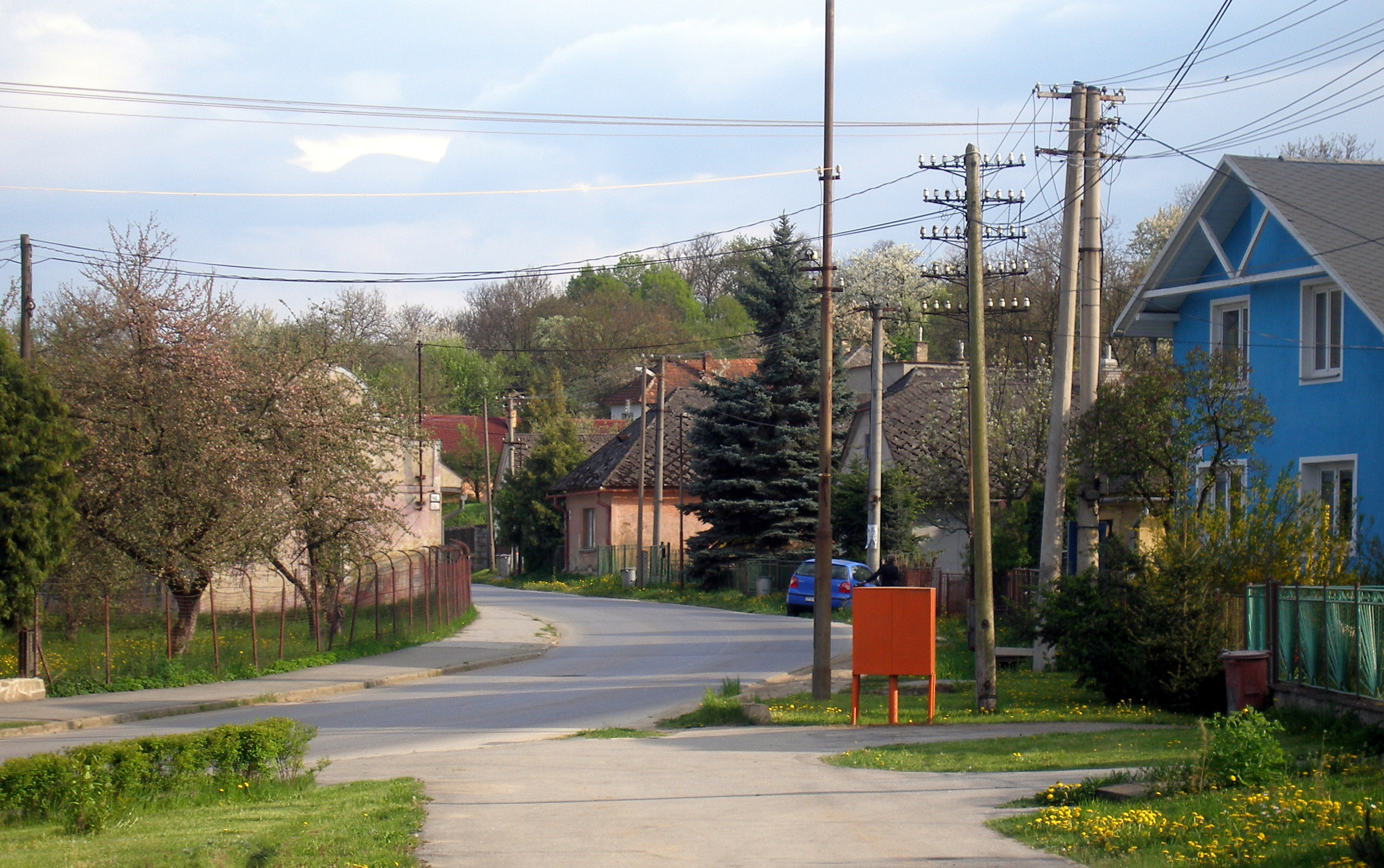
Utcarészlet
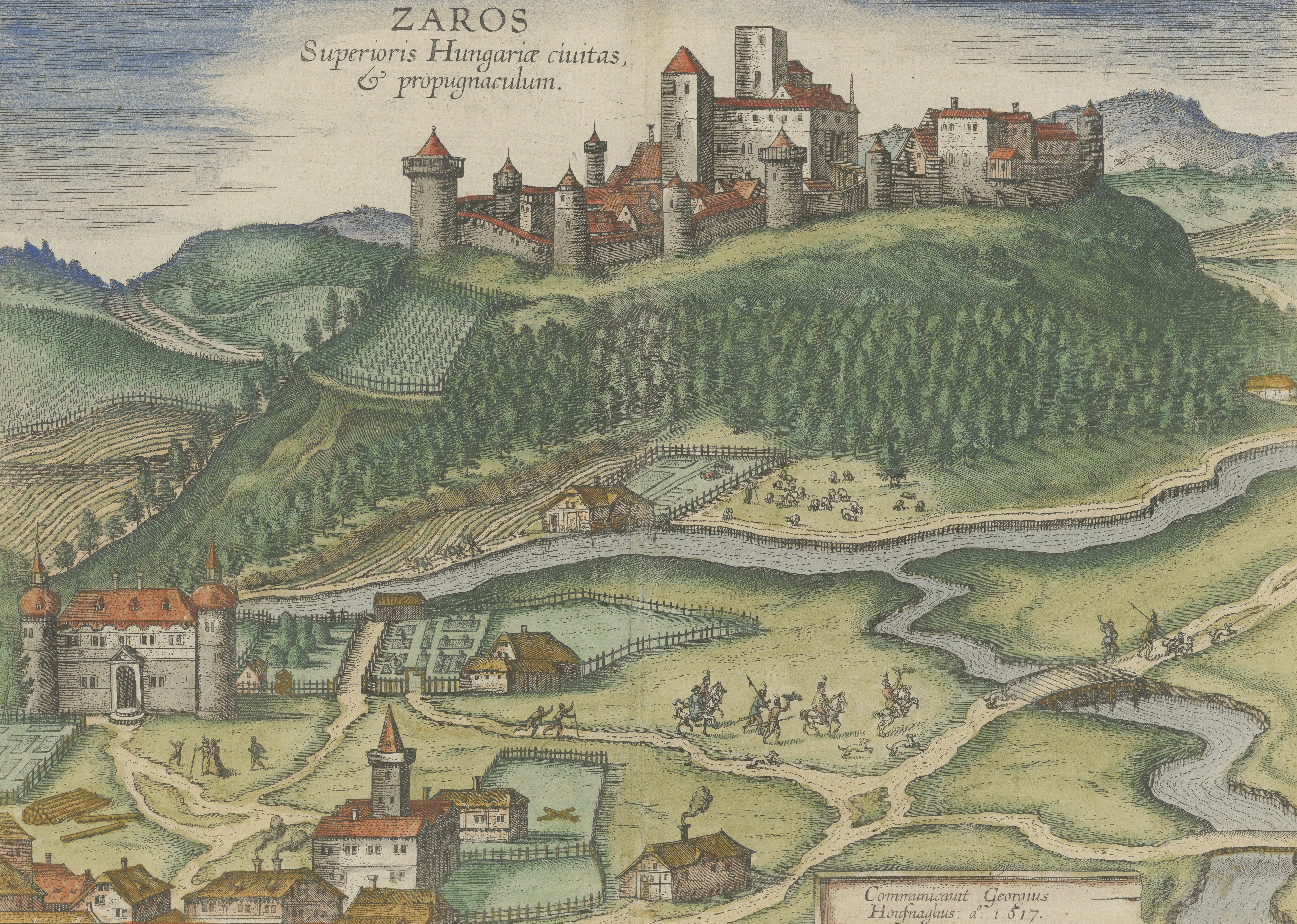
A 17. századi Sáros vára Georg Hoefnagel metszetén
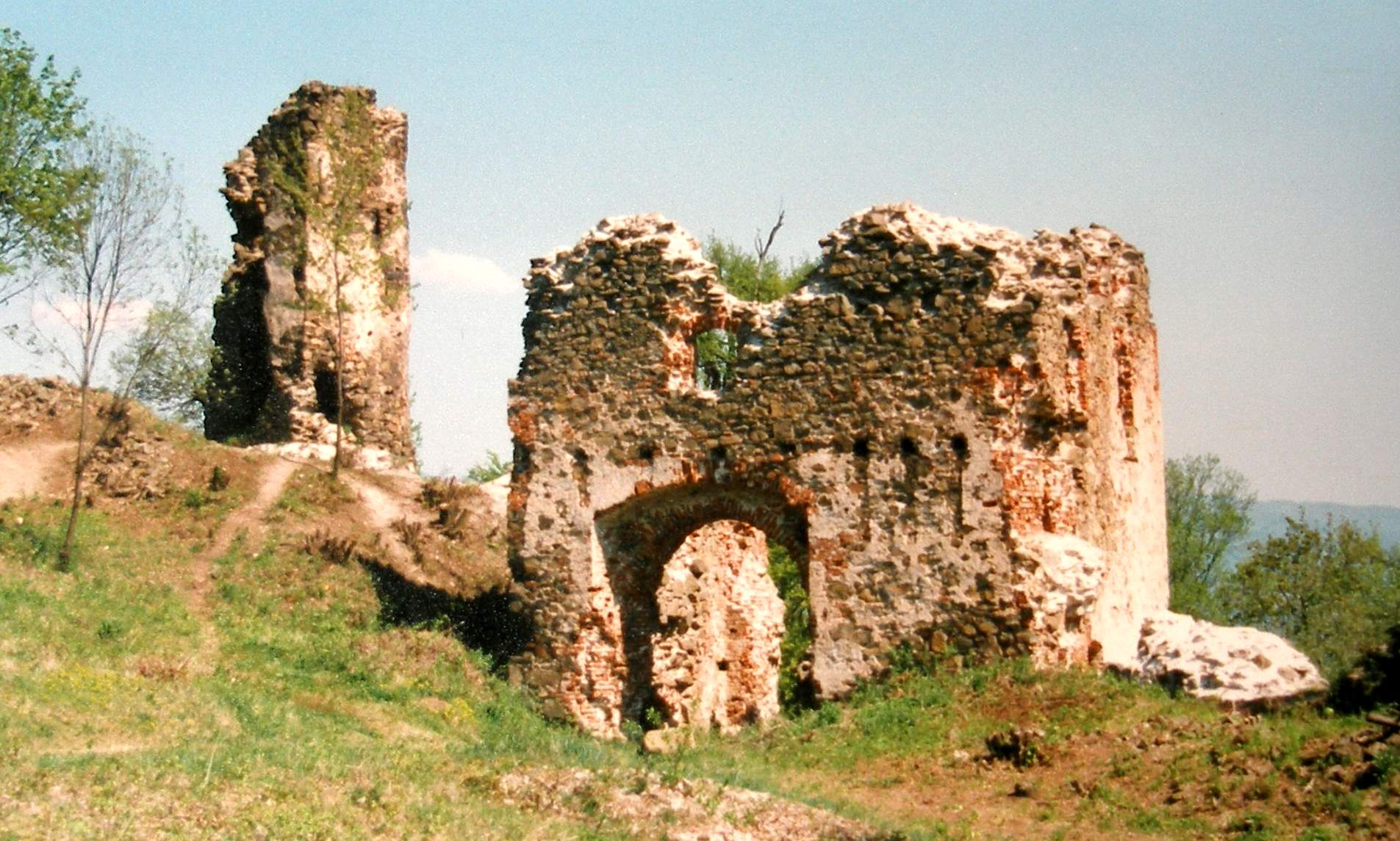
Sáros várának romjai

- Az északnyugatra emelkedő 570 m magas Várhegyen állnak Sáros várának romjai.
- Szent Jakab tiszteletére szentelt, szász gótikus, evangélikus temploma kis halmon áll, kerítőfalát négyszögletű tornyok erősítik.
- Szent Erzsébet kápolna.
- Szent Kunigunda kápolna.
- Rákóczi-kastély.